# 솔레솔

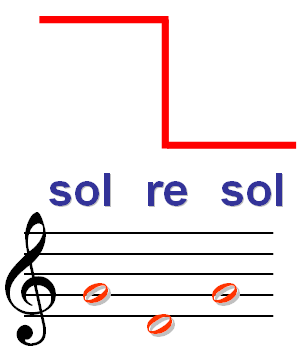

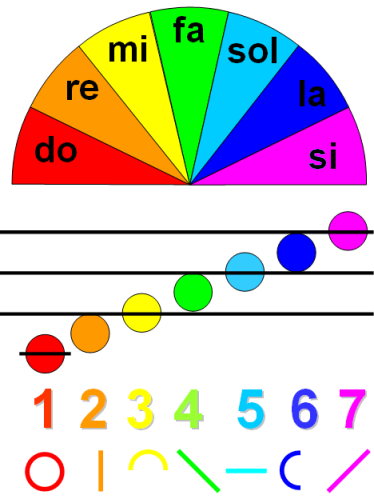

솔레솔은 프랑스 음악인이자 작가인 프랑수와 쉬드르가 만든 인공어이다. 1827년에 작업을 시작하여 세계공통음악어(Langue musicale universelle)라는 이름으로 책으로 펴냈다. 1902년에 볼레슬라스 가예프스키가 문법책을 짓기도 하였으며, 짧은 인기를 누렸다. 소리의 음계 차이를 언어로 한다는 발상은 솔레솔이 처음이다.

## 짜임
솔레솔은 일곱음계 7음절 -도, 레, 미, 파, 솔, 라, 시, 도- 을 모든 낱말의 어근으로 삼는다. 이 일곱 음계는 귀로 듣는 것 말고도 빛깔이나 기호, 제스처등으로 갈음할 수 있어 이론적으로 솔레솔은 말하는 것외에 노래, 색깃발의 수신호등 여러 가지 응용이 가능하다. 솔레솔(Solresol)은 말, 언어라는 뜻이다. 솔레솔은 각 음절을 어떤 개념을 나타내는
상징으로 묶었는데, 예를 들어 솔 음절로 시작하는 단어는 예술, 학문과 관계된 단어들이다. 솔 음절을 두번 겹쳐 솔솔이라고 하면 질병, 의료와 관계된 개념의 단어가 따라나온다. 또한, 솔레솔은 음절을 거꾸로 함으로써 반의어를 나타내도록 한다. 예를 들어 좋음을 나타내는 팔라(fala)를 거꾸로 한 라팔(lafal)은 나쁨이란 뜻이 된다. 솔레솔은
가용 음절수가 적고 개념의 범주화를 꼼꼼하게 어려운 점이 단점이다. 짧은 인기를 누렸으나, 실용적 인공어들인 볼라퓌크나 에스페란토의 등장에 밀려 쇠퇴하였다. 그러나, 지금도 옛날에 솔레솔을 배웠던 사람들 가운데 열성가들이 곳곳에 남아있고 인터넷 등장뒤에 웹사이트를 만들어 명맥을 잇고 있다. 한편, 비슷한 컨셉으로 반음계 포함 12가지 소리로 이루어진 에아이에아(Eaiea)라는 인공어도 후속으로 나왔다.

## 같이 보기
- 계이름